# Iselma lanuginosa
Iselma lanuginosa es una especie de coleóptero de la familia Meloidae.

## Distribución geográfica
Habita en Sudáfrica.